# Gymnocalycium alboareolatum
Gymnocalycium alboareolatum – gatunek sukulenta z rodziny kaktusowatych. Występuje w Argentynie.

## Morfologia
PokrójKształt płasko-kulisty.
ŁodygaKoloru szaro-zielonego, o średnicy do 6 cm. Posiada 9–11 prostych żeber. Owłosiona wełniście, wełna biała.
LiścieRóżowe ciernie.

## Zastosowanie
Jest uprawiany jako ozdobna roślina pokojowa.